# Замръзналото кралство
„Замръзналото кралство“ (на английски: Frozen) е американски 3D компютърно-анимационен музикален фентъзи филм, създаден от Уолт Дисни Пикчърс. Това е 53-ят пълнометражен анимационен филм на Дисни. Филмът е вдъхновен от приказката Снежната кралица от Ханс Кристиан Андерсен. Историята разказва за безстрашна принцеса, която тръгва на път заедно с търговец на лед, верния му елен и наивен снежен човек, за да намери отчуждената си сестра, чиито ледени сили по невнимание улавя своето кралство във вечна зима.
„Замръзналото кралство“ претърпява няколко сюжетни обработки преди да бъде започната работата по него през 2011 г., със сценарий, написан от Дженифър Лий, която е и режисьор на филма, заедно с Крис Бък. Филмът е озвучен с гласовете на Кристен Бел, Идина Мензел, Джонатан Гроф, Джош Гад и Сантино Фонтана. Кристоф Бек е композитор на оркестъровата партитура на филма, а Робърт Лопес и Кристен Андерсън-Лопес са автори на песните.
Предпремиерата на филма е на 19 ноември 2013 г. в театър „Ел Капитан“ в Холивуд, Калифорния, а официалната премиера на 27 ноември 2013 г. Замръзналото кралство печели похвали за своите визуализации, сценарий, теми, музика и гласова актьорска игра; някои филмови критици смятат, че филмът е най-добрият анимационен филм на Дисни от епохата на ренесанса на студиото. Филмът също постигна значителен търговски успех, печелейки 1,26 милиарда долара в световни приходи от каси, включително 400 милиона долара в САЩ и Канада и 247 милиона долара в Япония, надминавайки Играта на играчките 3, като през 2019 г. е надминат от римейка Цар лъв; освен това се нарежда като 15-ия филм с най-голям ръст за всички времена. Това е и филмът с най-висока печалба с жена-режисьор по отношение на доходите в САЩ, докато е надминат от Жената-чудо на Уорнър Брос. С над 18 милиона продажби за домашна употреба през 2014 г. Замръзналото кралство се превърща в най-продавания филм на годината в Съединените щати. До януари 2015 г. филмът се превърна в най-продавания Blu-ray диск за всички времена в САЩ.
Замръзналото кралство печели две награди Оскар за най-добър пълнометражен анимационен филм и най-добра оригинална песен (Let It Go), награда Златен глобус за най-добър анимационен филм, награда БАФТА за най-добър анимационен филм, пет награди Ани (включително за най-добър пълнометражен анимационен филм), две награди Грами за най-добър саундтрак за визуална медиа и най-добра песен, написана за визуални медии (Let It Go) и две награди от Филмовите награди по избор на критиката за най-добър анимационен филм и най-добра оригинална песен (Let It Go).
Продълженията на Замръзналото кралство са късометражните анимационни филми Треска по Замръзналото кралство, чиято премиера е на 13 март 2015 г., и Замръзналото кралство: Коледа с Олаф, с премиера на 22 ноември 2017 г., и пълнометражният анимационен филм Замръзналото кралство II, издаден на 22 ноември 2019 г.

## Сюжет
Принцеса Елза от Арендел притежава магически сили, които трудно контролира и чрез които създава лед и сняг, като често ги използва, за да играе с по-малката си сестра Анна. След като Елза случайно наранява Ана с магията си, родителите им, кралят и кралицата, отвеждат децата в колонията от тролове, водени от дядо Паби. Той лекува Анна, но променя нейните спомени, така че тя да забрави за магията на Елза. Дядо Паби предупреждава Елза, че тя трябва да се научи да контролира силите си и този страх ще бъде нейният най-голям враг. Кралят и кралицата изолират двете сестри в замъка, затваряйки замъка за поданиците си. В опит да защити сестра си от все по-непредсказуемите ѝ сили, Елза прекратява всички контакти с Анна, създавайки разрив между тях. Когато сестрите са тийнейджъри, родителите им загиват в морето по време на буря.
След 21-вия си рожден ден Елза ще бъде коронясана за кралица на Арендел. Тя се страхува гражданите на кралството да разберат за нейните сили и да се страхуват от нея. Замъкът е отворен за публика и се посещава сановници за първи път от години. Сред тях са хитрият херцог на Уеселтън и дръзкият принц Ханс от Южните острови, в когото Анна се влюбва от пръв поглед. Коронацията на Елза се извършва без инциденти, но тя все още се дистанцира от Анна. Анна и Ханс развиват романтична връзка по време на тържествата по коронацията и той импулсивно ѝ предлага брак, но Елза възразява, когато търсят нейната благословия. Наранена и объркана, Анна протестира, умолявайки Елза да обясни страха и изолацията си. Емоционалното напрежение кара Елза случайно да отприщи своите сили. Набедена за чудовище от херцога, Елза бяга към Северната планина, където накрая признава силите си, изгражда леден дворец, в който да живее живот на отшелничка. В този процес нейната магия неволно поглъща Арендел за вечна зима.
Анна се осмелява да тръгне след Елза и да приключи зимата, оставяйки Ханс да командва в кралството. Тя се губи, събирайки провизии в магазина на Оукън. Тя среща търговеца на лед Кристоф и елена му Свен, като ги убеждава да я заведат в планината. Атака на вълци води до унищожаването на шейната на Кристоф. Пеша, те срещат Олаф, весел снежен човек, създаден от Елза, който предлага да ги заведе при нея. Когато конят на Анна се връща в Арендел без нея, Ханс тръгва да намери Анна и Елза, придружени от слугите на херцога, които имат тайната заповед да убият Елза.
Достигайки ледения дворец, Анна среща Елза. Когато Анна разкрива какво е станало с Арендел, ужасена, Елза признава, че не знае как да прекрати магията си. Страхът ѝ кара силите ѝ да се проявят още веднъж и тя случайно замръзява сърцето на Анна. Тогава Елза създава Маршмелоу, гигантско снежно чудовище, което прогонва Ана, Кристоф и Олаф. Осъзнавайки ефекта от заклинанието на Елза върху Анна, Кристоф я отвежда при троловете, неговото семейство осиновители. Дядо Паби разкрива, че Анна ще се превърни в ледена статуя, освен ако „актът на истинска любов“ не отмени заклинанието.
Кристоф завежда Анна обратно у дома, за да може Ханс да я дари с целувката на истинската любов. Ханс и хората му стигат до двореца на Елза, побеждавайки снежното чудовище и пленявайки Елза. Анна е предадена на Ханс, но вместо да я целуне, Ханс разкрива, че всъщност е замислял да завземе трона на Арендел, като елиминира и двете сестри. Ханс заключва Анна в стая, за да умре, и след това манипулира сановниците да вярват, че Елза я е убила, но не и преди да бъдат женени. Той разпорежда екзекуцията на кралицата, само за да открие, че тя е избягала от задържането си.
Олаф освобождава Анна и те се впускат във виелицата навън, за да се срещнат с Кристоф, на когото Олаф е разкрил, че е влюбен в нея. Ханс се сблъсква с Елза отвън, твърдейки, че тя е убила Анна. Анна забелязва Ханс напът да убие Елза; тя изкача на пътя му и замръзва, спирайки Ханс. Опустошена, Елза прегръща и скърби над сестра си, която се размразява, нейният героизъм представлява „актът на истинска любов“.
Осъзнавайки, че любовта е ключът към контрола на нейната магия, Елза прекратява зимата и дава на Олаф свой снежен облак, за да оцелее в по-топлия климат. Ханс е арестуван и заточен от кралството заради опита си за покушение, докато търговските връзки на херцога с Арендел са прекратени. Анна дава на Кристоф нова шейна и двете целувки. Сестрите се събират отново и Елза обещава никога повече да не затваря портите на замъка.
След финалните надписи снежното чудовище открива короната на Елза, поставя си я на главата и се усмихва.

## Актьори
- Кристен Бел – Анна, 18-годишната принцеса на Арендел, по-малката сестра на Елза.
  - Ливи Стубенраух – Анна (5-годишна, диалози)
  - Кейти Лопес – Анна (5-годишна, вокал)
  - Агата Лий Мон – Анна (9-годишна)
- Идина Мензел – Елза, 21-годишната кралица на Арендел, по-голямата сестра на Анна.
  - Ева Бела – Елза (8-годишна)
  - Спенсър Лейси Гейнъс – Елза (12-годишна)
- Джонатан Гроф – Кристоф, търговец на лед, придружаван от елена Свен.
  - Тайри Браун – Кристоф (8-годишен)
- Джош Гад – Олаф, забавен снежен човек, мечтаещ да види лятото.
- Сантино Фонтана – Ханс, принц от Южните острови.
- Алън Тудик – Херцогът
- Киърън Хайндс – Дядо Паби, тролският крал.
- Крис Уилямс – Оукън, собственик на магазин.
- Мая Уилсън – Булда, женски трол, осиновителката на Кристоф.
- Пол Бригс – Маршмелоу, гигантско снежно чудовище, охраняващо ледения дворец на Елза.
- Морис Ламарш – Кралят на Арендел, баща на Елза и Анна.
- Джеифър Лий – Кралицата на Арендел, майка на Елза и Анна.

## Продукция

### Развитие

#### Начало
В края на 1937 г. Уолт Дисни Анимейшън Студиос започва свое проучване за евентуален биографичен филм за писателя Ханс Кристиан Андерсен, преди декемврийската премиера на първия си пълнометражен анимационен филм Снежанка и седемте джуджета. През март 1940 г. Уолт Дисни предлага копродукция на филмовия продуцент Самуел Голдуин, където студиото на Голдуин ще проучи живота на Андерсен, а студиото на Дисни ще анимира приказките на писателя. Анимационните филми ще бъдат базирани на някои от най-известните произведения на Андерсен, като „Малката русалка“, „Малката кибритопродавачка“, „Храбрият оловен войник“, „Снежната кралица“, „Палечка“, „Грозното патенце“, „Червените обувки“ и „Новите дрехи на царя“. Въпреки това студиото среща затруднения със „Снежната кралица“, тъй като не може да намери начин да адаптира историята и да свърже героя на Снежната кралица със съвременната публика.
След като САЩ влиза във Втората световна война, Дисни се фокусира върху военната пропаганда, което предизвика развитието на проекта Дисни-Голдуин да прекрати през 1942 г. Голдуин продуцира своя версия на филма, озаглавен Ханс Кристиан Андерсен, през 1952 г., с Дани Кейе в ролята на Андерсен, под режисурата на Чарлз Видор, със сценарий на Мос Харт и Франк Льосър, като приказките на Андерсен са разказани под формата на балет в същия филм. На следващата година лентата получава шест номинации за Оскар. В компанията Дисни, „Снежната кралица“ заедно с други приказки на Андерсен (включително „Малката русалка“) са отложени.

#### След години
В края на 90-те години Уолт Дисни Фийчър Анимейшън започва да разработва нова адаптация на „Снежната кралица“ след огромния успех на последните си филми през епохата на Дисни Ренесанса (1989 – 1999), но проектът е отменен изцяло в края на 2002 г., когато се съобщава, че Глен Кийн го напуска и започва да работи по друг проект – Рапунцел и разбойникът (2010).
Следващият опит стартира през 2008 г., когато Джон Ласетер успява да убеди Крис Бък (който е режисирал филма Тарзан от 1999 г. за студиото) да се върне в анимационните студия на Уолт Дисни от Sony Pictures Animation. Същия септември Бък представя няколко идеи на Ласетер, една от които е „Снежната кралица“. Бък по-късно разкрива, че първоначалното му вдъхновение за „Снежната кралица“ не е самата приказка на Андерсен, а че той иска „да направи нещо различно с определението за истинска любов.“ Разработката започва под заглавието „Анна и Снежната кралица“, като е планирано филмът да бъде анимиран традиционно. Според Джош Гад той за пръв път се замесва с филма на онзи ранен етап, когато сюжетът все още е сравнително близък до оригиналната приказка за Андерсен и Меган Мълали да озвучи Елза. До началото на 2010 г. проектът отново е в застой, когато студиото не успява да намери начин да превърне историята и героя на Снежната кралица в действие.

#### Нов опит
На 22 декември 2011 г., след успеха на Рапунцел и разбойникът, Дисни обявява следващия си филм, Замръзналото кралство, чиято премиера е насрочена за 27 ноември 2013 г. Месец по-късно е потвърдено, че филмът ще бъде компютърно анимиран в стереоскопично 3D, вместо първоначално предвидената ръчно рисувана анимация поради сложни елементи в сценария по отношение на силните визуализации. Кристен Андерсън-Лопес и Робърт Лопес се присъединяват към проекта и започват да пишат песни за него през януари 2012 г. На 5 март 2012 г. е обявено, че Бък ще е режисьор, а Ласетер и Питър Дел Вечо – продуценти.

#### Писане
През март 2012 г. Дженифър Лий, един от сценаристите на Разбивачът Ралф, се присъединява към екипа от сценаристи на Замръзналото кралство. Докато развиват историята, Лий и Крис Бък черпят вдъхновение от няколко източника. Признават, че най-голямото влияние върху филма има държавата Норвегия, когато арт екипът посещава страната, черпейки вдъхновение от културата и средата. Те също цитират влиянието на няколко филма, включително аниме продукциите на Хаяо Миядзаки, заедно с продукциите на Дейвид Лийн Лорънс Арабски (1962) и Доктор Живаго (1965), заявявайки, че те са вдъхновени от тяхното чувство за „епично приключение и този голям обхват“ и мащаб, а след това и интимността на смешните и причудливи герои.

### Анимиране
Подобно на Рапунцел и разбойникът, в Замръзналото кралство се използва уникален художествен стил, в който се смесват характеристиките както на компютърно генерираните изображения (CGI), така и на традиционната анимация, рисувана на ръка. От самото начало Бък знае, че Джаимо е най-добрият кандидат за разработване на стила, който би черпил вдъхновение от най-добрите филми, рисувани ръчно от Дисни от 50-те години на миналия век, малките златни книги на Дисни и модерния дизайн от средата на века. Бък, Ласетер и Джаимо са стари приятели, които за пръв път се срещат в Калифорнийския институт по изкуствата, Джаимо преди това е художествен директор на Покахонтас (1995), над който Бък е работил като водещ аниматор. Над 80% от визуалните изображения са вдъхвовени от природата на Норвегия, като целта не е да се представи реален свят, а правдоподобен.

## Синхронен дублаж
| Роля                | Изпълнител |
| ------------------- | --- |
| Анна                | Весела Бонева |
| Малката Анна        | Калина Асенова |
| Елза                | Надежда Панайотова |
| Малката Елза        | Диана Ростиславова |
| Кристоф             | Момчил Степанов |
| Малкия Кристоф      | Мартин Стоянов |
| Олаф                | Петър Бонев (диалог) Теодор Койчинов (вокал)                                                                                    |
| Ханс                | Владимир Михайлов |
| Херцог на Видраберг | Здравко Димитров |
| Дядо Паби           | Стефан Сърчаджиев-Съра |
| Оукен               | Петър Калчев |
| Кай                 | Анатолий Божинов |
| Кралят на Арендел   | Светломир Радев |
| Снежното чудовище   | Георги Иванов |
| Други гласове       | Августина-Калина Петкова Анастасия Събева Антоанета Георгиева Живка Донева Иван Велчев Николай Пърлев Росен Русев Филип Аврамов |
| Хор                 | Антоанета Георгиева Дороти Такева Еделина Кънева Атанас Сребрев Боян Василев Николай Петров Ивайло Парпулов Ясен Зердев         |

| Песен                       | Изпълнител |
| --------------------------- | --- |
| Ледено сърце                | Хор: Атанас Сребрев Боян Василев Емил Даков Момчил Степанов Николай Петров |
| Искаш ли да поиграем        | Весела Бонева Георги Иванов Калина Асенова Тони Горанова |
| За пръв път от цяла вечност | Весела Бонева Надежда Панайотова |
| Може би е любов             | Весела Бонева Владимир Михайлов |
| Слагам край                 | Надежда Панайотова |
| За елените и хората         | Момчил Степанов |
| Да бъде лято                | Теодор Койчинов |
| Пълна каша                  | Антоанета Георгиева Атанас Сребрев Весела Делчева Дороти Такева Еделина Кънева Ивайло Парпулов Калина Асенова Момчил Степанов Петър Бонев Теодор Койчинов Тони Горанов Ясен Зердев |

| Обработка                            | Александра Аудио                      |
| ------------------------------------ | ------------------------------------- |
| Режисьор на дублажа                  | Петър Върбанов                        |
| Превод и адаптация                   | Христо Дерменджиев                    |
| Музикален режисьор Превод на песните | Десислава Софранова                   |
| Тонрежисьори на записа               | Петър Костов Пламен Чернев            |
| Творчески директор                   | Венета Янкова                         |
| Микс студио                          | Shepperton International              |
| Продуцент на българската версия      | Disney Character Voices International |